# Illinois Jacquet

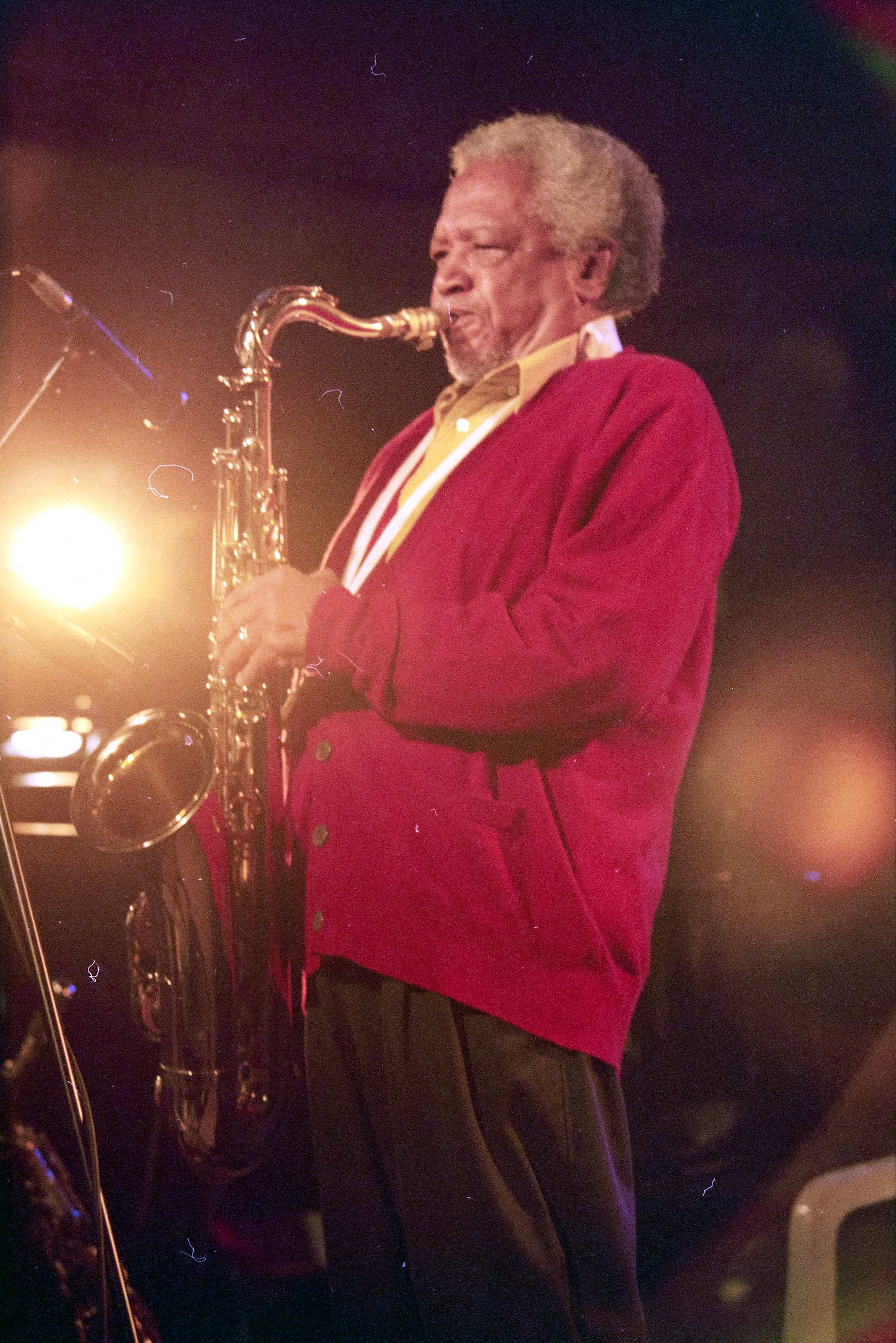
Illinois Jacquet, 1998

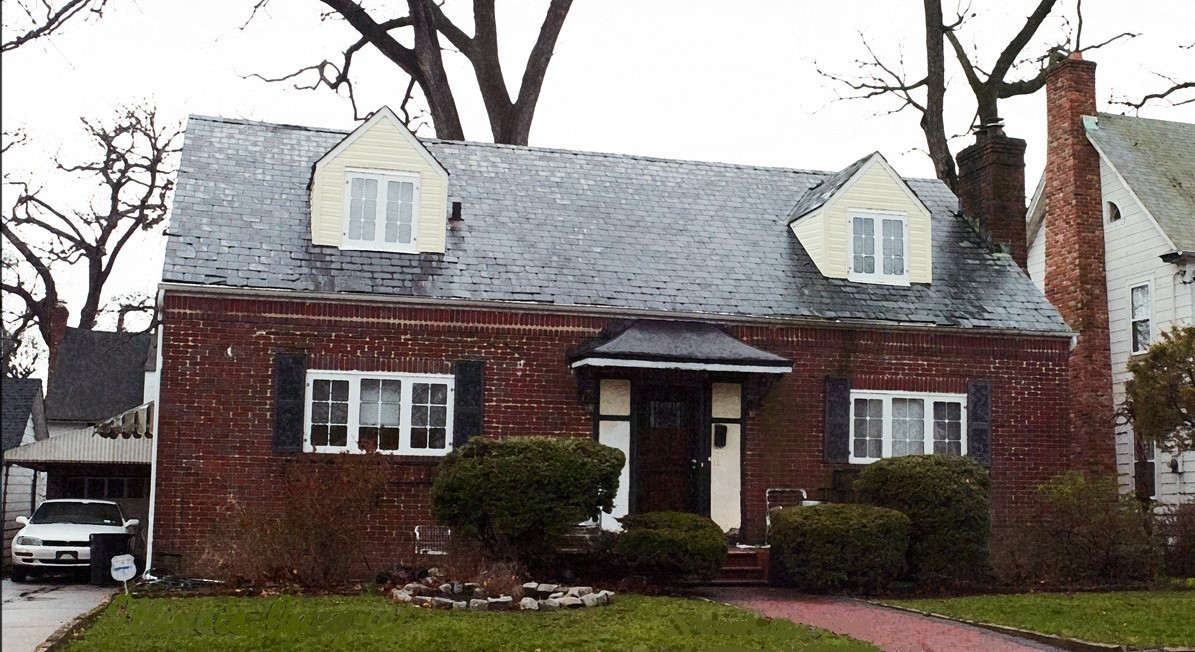
Dom, w którym mieszkali Illinois Jacquet i Carol Scherick przy 179st w St. Albans, rejonie w nowojorskiej dzielnicy Queens, 2018)

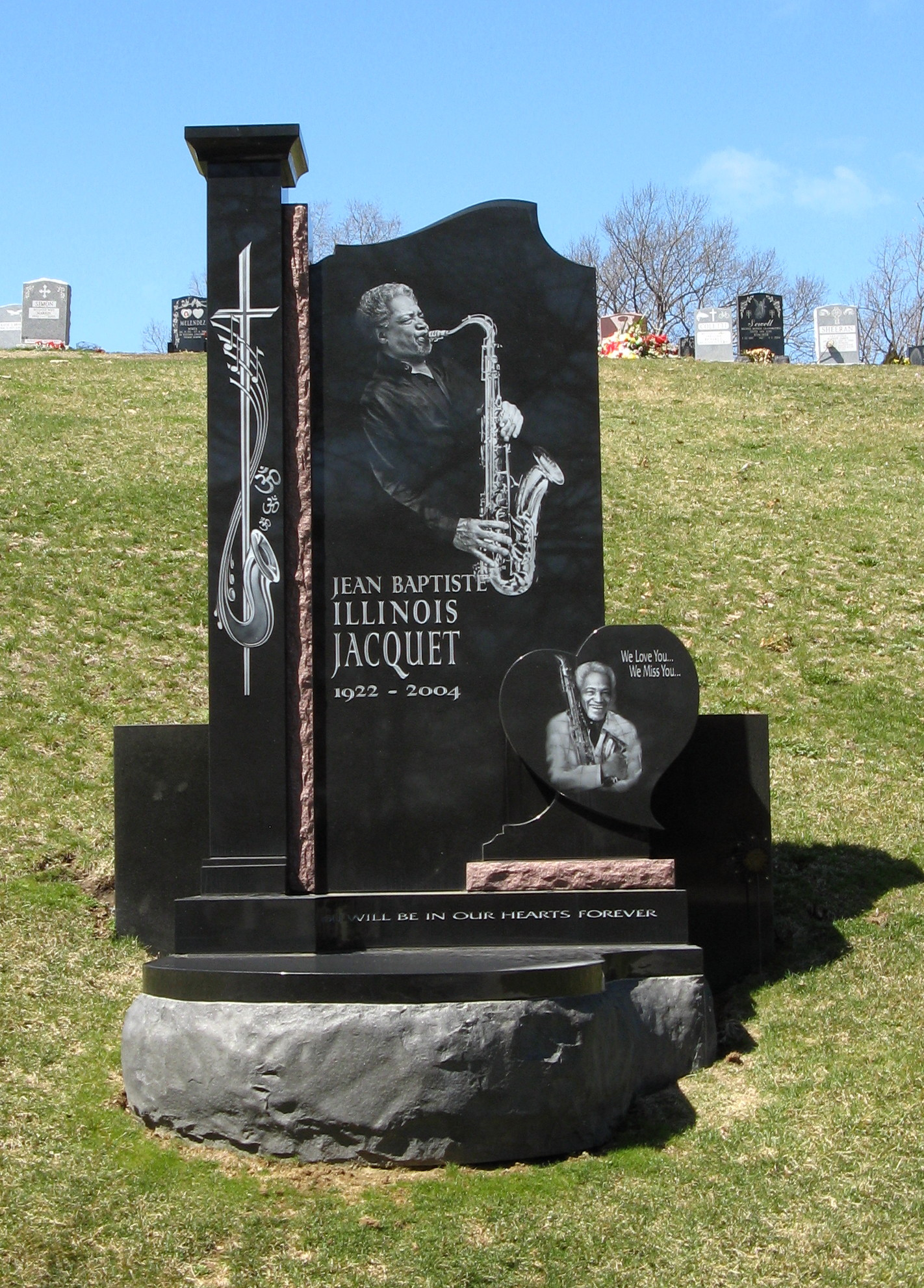
Grób Illinoisa Jacqueta na Woodlawn Cemetery w dzielnicy Bronx

Jean-Baptiste Illinois Jacquet (ur. 30 października 1922 w Broussard, zm. 22 lipca 2004 w Nowym Jorku) – amerykański muzyk jazzowy, saksofonista, fagocista, kompozytor i bandlider. Jego partia solowa w utworze Flying Home, nagranym w 1942 przez big-band Lionela Hamptona, jest uznawana za pierwsze saksofonowe solo w muzyce rhythm and bluesowej oraz jedno z najbardziej znanych w historii jazzu.

Illinois Jacquet: Muzyka jazzowa jest głębsza niż się ludziom wydaje. To duchowa forma sztuki. Jest jak obraz Picassa. Nie ma czegoś takiego jak wyjście sztuki z mody.

## Życiorys
Jego matka, Marguerite Trahan, była Indianką z plemienia Siuksów. Natomiast ojciec, Gilbert Jacquet, pochodził z rodziny francusko-kreolskiej. Pracował na kolei i dorywczo jako muzyk, lider zespołu. Kiedy Jean-Baptiste był niespełna rocznym niemowlęciem, jego rodzice wraz z sześciorgiem dzieci przenieśli się z Luizjany do Houston w Teksasie.
Już w wieku trzech lat zaczął występować na estradzie, stepując do muzyki zespołu swojego ojca. Jego bracia grali na instrumentach – Russell na trąbce, a Linton na perkusji. Jako nastolatek i on zaczął grać na bębnach. W szkole średniej zmienił instrument na saksofon altowy. Mając piętnaście lat grał w lokalnej orkiestrze tanecznej Milta Larkina.
W 1939 wyjechał do Los Angeles. Tam poznał pianistę Nat „King” Cole’a, z którego triem niekiedy występował. W 1940 King przedstawił go wibrafoniście i bandliderowi Lionelowi Hamptonowi, który zaangażował go swojej orkiestry, prosząc by zamienił saksofon altowy na tenorowy. W 1942, mając niespełna dwadzieścia lat, nagrał swoje słynne solo w utworze Flying Home, które uczyniło go gwiazdorem saksofonu tenorowego, a sam utwór – przebojem. Jego następcy w big-bandzie Hamptona, m.in. Arnett Cobb i Dexter Gordon, uczyli się na pamięć tej solówki, żeby wykonywać ją na koncertach. Po odejściu z zespołu Hamptona był wiodącym solistą w orkiestrach Caba Callowaya (1943–1944) i Counta Basiego (1945–1946). 2 lipca 1944 wziął udział w pierwszym koncercie pn. „Jazz at the Philharmonic” (JATP), zorganizowanym w Los Angeles przez impresaria jazzowego Normana Granza. Był to początek cyklu imprez JATP, które rychło przekształciły się w wielkie przedsięwzięcie, skupiające największe gwiazdy jazzu i trwające przez kilka dziesięcioleci.
W latach 50. uczestniczył w szeregu tras koncertowych JATP i regularnie nagrywał. W następnym dziesięcioleciu sięgnął po fagot, grając na nim od czasu do czasu, zazwyczaj w wolnych utworach takich jak np. standard Theloniousa Monka Round Midnight. W latach 60. i 70. występował głównie ze swoimi małymi zespołami, często koncertując w Europie. W 1982 otrzymał zaproszenie z Uniwersytetu Harvarda na prowadzenie wykładów z historii jazzu. Dzięki nim przyznano mu status artysty rezydenta jako pierwszemu muzykowi jazzowemu w dziejach tej uczelni. Oprócz wykładów prowadził na niej przez wiele lat kursy mistrzowskie. W 1985 studenci przekonali go do założenia big-bandu, który w rezultacie prowadził z przerwami do końca życia.
Występował w Białym Domu, grając dla prezydentów Stanów Zjednoczonych – Jimmy’ego Cartera i Ronalda Reagana. W 1993 na trawniku przed Białym Domem zagrał w duecie z Billem Clintonem utwór C-Jam Blues podczas prezydenckiego balu inauguracyjnego.
Po raz ostatni wystąpił dla publiczności 16 czerwca 2004, grając ze swoim big-bandem w Lincoln Center w Nowym Jorku. Sześć dni później zmarł na zawał serca w swoim domu w tamtejszej dzielnicy Queens. Miał 81 lat. Został pochowany na nowojorskim cmentarzu Woodlawn w Bronksie

### Jego kobiety
Był dwukrotnie żonaty. Pierwsza małżonka nosiła imię Jacqueline, druga zaś – Barbara i była fotomodelką–celebrytką, zajmowała się także filantropią oraz handlem nieruchomościami. Zmarła na raka płuc w wieku 66. lat. Miał z nią córkę Pamelę, po mężu Davis. Po rozwodzie z Barbarą związał się z Carol Scherick. Była jego długoletnią menadżerką i towarzyszką życia. Mieszkali razem przez dwadzieścia lat aż do jego śmierci.

## Dyskografia
- 1951
  - Battle Of The Saxes featuring Illinois Jacquet and Lester Young (Aladdin)
  - Illinois Jacquet: Collates (Mercury)
- 1952 Illinois Jacquet: Collates, No. 2 (Mercury)
- 1953
  - Jazz by Jacquet (Clef)
  - Jazz Moods by Illinois Jacquet (Clef)
- 1954
  - Illinois Jacquet and His Tenor Sax (Aladdin)
  - The Kid and the Brute – Illinois Jacquet and Ben Webster (Verve)
- 1956 Illinois Jacquet – Swing’s the Thing (Clef)
- 1962 Illinois Jacquet and His Orchestra (Epic)
- 1964 Bosses of the Ballad (Argo)
- 1969
  - The Soul Explosion (Prestige)
  - Illinois Jacquet – The Blues; That’s Me! (Prestige)
- 1983 Jazz at the Philharmonic – Blues In Chicago 1955 (Verve)
- 1994
  - Flying Home – The Best Of The Verve Years (Verve)
  - Illinois Jacquet and His All Star New York Band (JSP)
  - Jazz at the Philharmonic – The First Concert (Verve)
- 1996 The Complete Illinois Jacquet Sessions 1945–1950 (Mosaic) – 4 CD
- 2002
  - The Illinois Jacquet Story 1944–1951 (Proper)
  - Jumpin’ at Apollo – 1945–1947 (Delmark)
- 2002 Bottoms Up – Illinois Jacquet – The Complete Black & Blue Sessions (Black & Blue Records)
- 2006 Swingin’ Live with Illinois Jacquet – His Final Performance (Jacquet Records) – 2 CD
- 2007 Illinois Jacquet – Flying Home (BMG/RCA)
- 2014 Live in Burghausen 1996 (Squatty Roo Records)

### Jako sideman
- 1960 Count Basie – String Along with Basie (Roulette)
- 1962 Lionel Hampton – Hamp’s Golden Favorites – Lionel Hampton and His Orchestra (Decca)
- 1967 Count Basie – Half a Sixpence (Dot)
- 1972 Newport in New York ’72 – The Jam Sessions – Vols 3 and 4 (Cobblestone)
- 2006 Lionel Hampton – Lionel Hampton – Flying Home – 1942–1945 (Decca/MCA)

Zestawienie wg dat wydania płyt

## Filmografia
- W 1943 jako członek orkiestry Caba Callowaya pojawił się na ekranie w muzycznym filmie fabularnym Stormy Weather z Leną Horne w roli głównej.
- Wystąpił w wyprodukowanym przez Normana Granza krótkometrażowym filmie dokumentalnym Jammin’ the Blues w reż. Gjona Mili. W 1944 obraz otrzymał nominację do nagrody Oscara.
- Arthur Elgort zrealizował o nim film dokumentalny Texas Tenor – The Illinois Jacquet Story, zaprezentowany w 1991[2].

## Wyróżnienia
21 maja 2004 słynna The Julliard School nadała mu tytuł doktora honoris causa w dziedzinie muzyki.

## Uwaga
1. ↑  Dr Pamela Jacquet Davis prowadzi fundację imienia swojego ojca.